# Філіпп де Бомануар

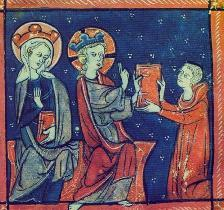
Філіпп де Бомануар передає завершений твір Христу і Діві Марії, мініатюра XIV століття

Філіпп де Рені чи Філіпп де Бомануар (фр. Philippe de Rémi, sire de Beaumanoir, бл. 1252 — 7 січня 1296) — французький юрист, королівський чиновник. Один з перших теоретиків права у Франції, укладач однієї з найбільших збірок звичаїв середньовічної Франції — «Кутюми Бовезі». Син поета Філіпа де Бомануара.

## Біографія
Філіпп де Бомануар належав до дворянського роду в Бретані. Вступив на службу до графа де Клермон, шостого сина Людовика Святого. З 1279 по 1282 рік виконував обов'язки бальї в Клермон-ан-Бовезі. У період з 1282 по 1283 рік склав збірник під назвою «Кутюми Бовезі» у 70 главах. «Кутюми Бовезі» являли собою звід звичаєвого права, викладеного ясною і чіткою мовою юриста. Видавши свою працю, Філіпп де Бомануар вступив на службу до короля; обіймав посади бальї і сенешаля у Вермандуа, Турені і Санлісі. У 1289 році вирушив як посланник Філіпа IV Французького до Рима. Був похований у монастирі домініканців у Санлісі.
Діяльність Філіппа де Бомануара була підтвердженням загальної тенденції розвитку писемної мови, характерної для XIII століття.